# Mehrparteiensystem

Mehrparteiensystem in Deutschland, hier gezeigt anhand der Sitzverteilung im Deutschen Bundestag von 2009 bis 2013

Ein Mehrparteiensystem ist (in der Regel im Gegensatz zu einem Einparteiensystem) ein politisches System, in dem zumindest potenziell mehrere Parteien die Politik dieses Staates, insbesondere durch Regierungsbeteiligung, lenken können. Damit erhöht sich die Chance, den politischen Willen des Volkes durch verschiedene Parteien oder aber durch verschiedene Fraktionen und Verbände innerhalb einer Partei zu artikulieren.

## Abgrenzung zum Einparteiensystem
Der Begriff der Partei setzt ursprünglich voraus, dass es in einem Land mehrere Parteien gibt, die miteinander im Wettbewerb bei Wahlen stehen. In einem Einparteienstaat hingegen ist nur eine einzige Partei erlaubt, wie in der Sowjetunion oder dem Dritten Reich. Manche Diktaturen wie die DDR oder die Tschechoslowakei ließen zwar mehrere Parteien zu, doch hatte nur eine Partei tatsächliche Macht. Von einem „De-facto-Einparteiensystem“ spricht man daher, wenn ein System aus mehreren Parteien nur zum Schein gebildet wird: Eine der Parteien dominiert folglich das Parteiensystem so stark, dass die anderen Parteien keinen funktionierenden Parteienwettbewerb entfachen können. Beispielsweise spielten in der DDR die „Blockparteien“ im sogenannten „sozialistischen Mehrparteiensystem“ neben der bestimmenden SED keine wesentliche Rolle.
In einer pluralistischen Demokratie sind mehrere Parteien zugelassen oder dürfen sich frei gründen und betätigen. Trotzdem kann es dazu kommen, dass eine der Parteien so stark ist, dass die übrigen nur eine unbedeutende Rolle (eventuell auf lokaler Ebene) spielen. Ein Beispiel für ein solches Hegemonisches Parteiensystem ist Südafrika mit dem ANC als Hegemon (Vorherrscher).

## Unterschiedliche Mehrparteiensysteme
Giovanni Sartori nennt neben dem Einparteiensystem und dem Hegemonischen System noch folgende Typen:
- Dominantes Parteisystem
- Zweiparteiensystem
- Gemäßigter Pluralismus, mit fünf bis sechs relevanten Parteien
- Polarisierter Pluralismus
- Extreme Atomisierung

Für die Bundesrepublik Deutschland von 1961 bis 1983 wurde unter anderem der Begriff „Zweieinhalbparteiensystem“ verwendet, bezogen auf die zwei großen Parteien CDU/CSU und der SPD einerseits und die kleine FDP andererseits.
Welcher Gruppe man eine konkrete Parteienlandschaft in einem Staat zuweist, kann vom Zeitpunkt abhängen, aber auch davon, ob man alle beispielsweise in Parlamenten vertretene berücksichtigt oder nur die an Regierungen beteiligten. So gilt zwar Großbritannien traditionell als Zweiparteiensystem, doch stellten immer wesentlich mehr Parteien Parlamentsabgeordnete. Frankreich kennt umgekehrt eine Vielzahl von Neu- und Umgründungen, doch durch die Präsidentschaftswahlen kommt es in der Regel zu einer klaren Zweiteilung nach Links und Rechts.
Es stellt sich die Frage, inwieweit man Parteien idealerweise unter dem Blickpunkt einer Zweiteilung sehen soll, wie Maurice Duverger, oder ob nach Klaus von Beyme sich eine Art von Fünfparteiensystem aufdrängt. Bei dem Wort Partei ist in diesen Überlegungen nicht immer nur an eine konkrete Partei, sondern auch an eine politische Richtung oder ein politisches Lager zu denken. Pluralismus-Theorien erklären die Vielfalt der Parteien teilweise mit Sozialen Milieus.
Nach einer von Maurice Duverger formulierten Idee (Duvergers Gesetz) führt ein Mehrheitswahlsystem notwendigerweise zu einem Zweiparteiensystem. Ein Verhältniswahlsystem hingegen fördere eine Vielzahl von Parteien. Da es im letzteren System in der Regel einfacher ist, auch als kleine Partei Mandate zu erringen, hört sich die Idee plausibel an. Die Untersuchung der Wirklichkeit zeigt aber, dass mehrere Faktoren die Parteienlandschaft beeinflussen, vor allem die Zahl und Art von Konfliktlinien in der Gesellschaft, wie Angestellte/Unternehmer, Katholiken/Protestanten, Stadt/Land.

## Berechnung der Parteien
Nach Giovanni Sartori (1976) werden nur „relevante Parteien“ zur Zählung herangezogen. Als relevant gelten dabei Parteien, die:
- für die Bildung von Regierungskoalitionen erforderlich sind „oder“
- auf andere Weise ein „Erpressungspotenzial“ auf den Parteienwettbewerb freisetzen können, beispielsweise indem sie die Parteienlandschaft polarisieren.

Nach Laakso und Taagepera (1979) wird die „effektive Anzahl der Parteien“ gemäß der bei Wahlen erhaltenen Stimmenzahl mittels folgender Formel berechnet::
| {\displaystyle N={\frac {1}{\sum _{i=1}^{n}p_{i}^{2}}}} |

Dabei ist n die Anzahl aller Parteien und pi ihr relativer Stimmenanteil (als Bruchteil von 1).
Die Berechnungsmethode ist jedoch in Wahlsystemen mit Sperrklauseln (wie der Fünf-Prozent-Klausel in Deutschland) problematisch, da auch Parteien, die an dieser Hürde scheitern, in die Berechnung mit einfließen. Hier kommt eine Berechnung anhand der errungenen Mandate in Frage.